# Championnats de France de patinage artistique 1995
Navigation
Championnats de France 1994 Championnats de France 1996
Les championnats de France de patinage artistique 1995 ont eu lieu du 16 au 18 décembre 1994 à la patinoire de Mériadeck à Bordeaux pour 3 épreuves : simple messieurs, simple dames et couple artistique. 
La patinoire Lafayette de Besançon a accueilli l'épreuve de danse sur glace du 11 au 13 novembre 1994, juste après son inauguration en 1993.

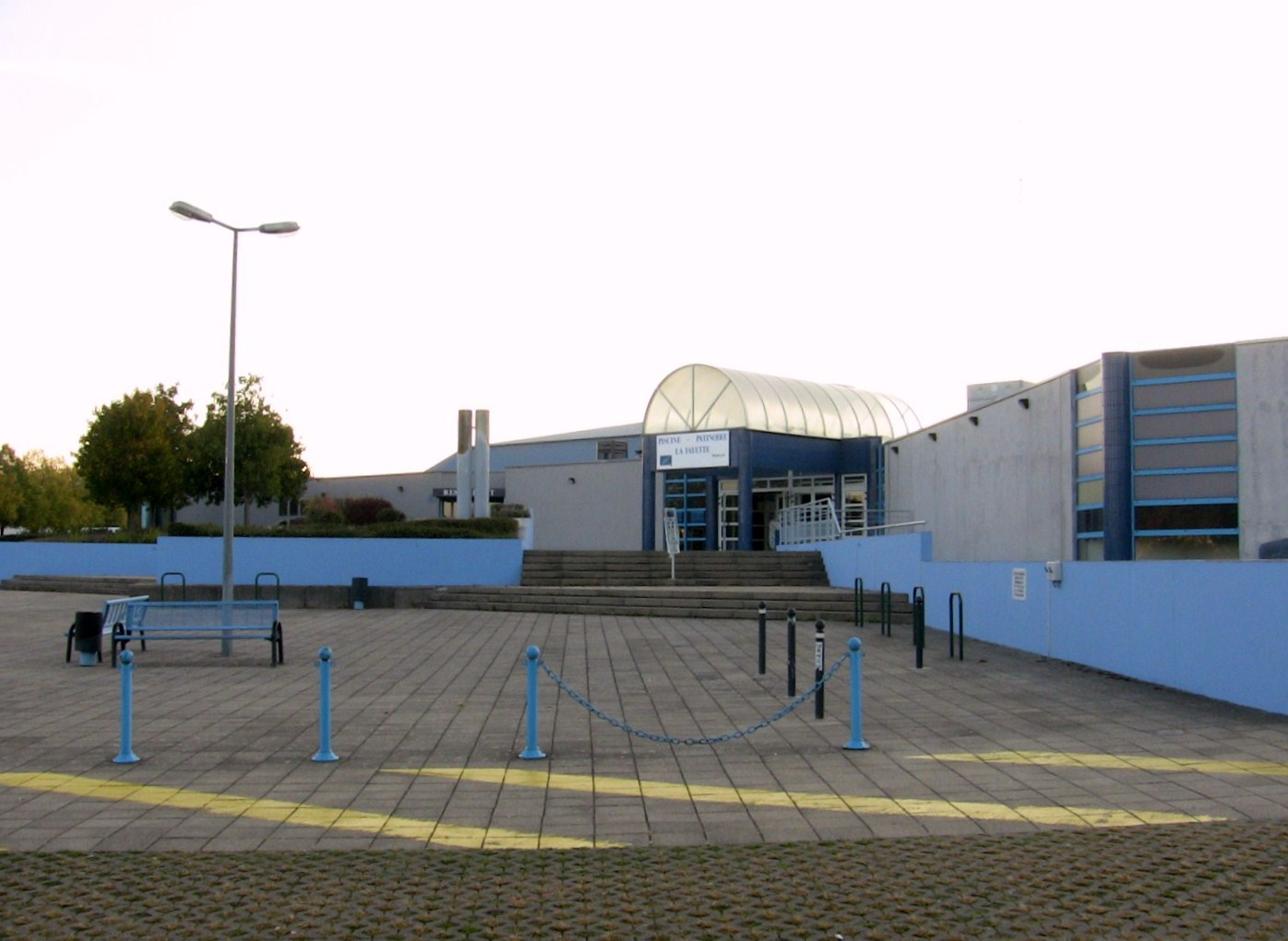
La patinoire Lafayette à Besançon

## Faits marquants
- Francis Gastellu réalise un véritable exploit, pendant ces championnats de France, en accomplissant le premier quadruple boucle piqué de l'histoire du patinage français[1]

## Podiums
| Épreuves                            | Or                                | Argent                             | Bronze                          |
| Messieurs résultats détaillés       | Philippe Candeloro                | Éric Millot                        | Thierry Cérez                   |
| Dames résultats détaillés           | Surya Bonaly                      | Marie-Pierre Leray                 | Laëtitia Hubert                 |
| Couples résultats détaillés         | Sarah Abitbol / Stéphane Bernadis | Line Haddad / Sylvain Privé        | Émilie Gras / Frédéric Lipka    |
| Danse sur glace résultats détaillés | Sophie Moniotte / Pascal Lavanchy | Marina Anissina / Gwendal Peizerat | Barbara Piton / Alexandre Piton |

## Détails des compétitions

### Messieurs
| Rang    | Nom                | Points | Prog. court | Prog. libre |
| ------- | ------------------ | ------ | ----------- | ----------- |
| 1       | Philippe Candeloro | 1.5    | 1           | 1           |
| 2       | Éric Millot        | 4.0    | 4           | 2           |
| 3       | Thierry Cérez      | 4.0    | 2           | 3           |
| 4       | Nicolas Pétorin    | 6.5    | 5           | 4           |
| 5       | Francis Gastellu   | 6.5    | 3           | 5           |
| 6       | Alexandre Orset    | 9.0    | 6           | 6           |
| 7       | Cyril Deplace      | 11.5   |             |             |
| 8       | Laurent Tobel      | 13.0   |             |             |
| 9       | Éric de Mena       | 15.0   |             |             |
| 10      | Frédéric Dambier   | 15.5   |             |             |
| 11      | Gabriel Monnier    | 15.5   |             |             |
| 12      | Romain Gazave      | 17.0   |             |             |
| 13      | Éric Roublin       | 20.5   |             |             |
| 14      | Steve Narducci     | 21.5   |             |             |
| 15      | Richard Leroy      | 21.5   |             |             |
| 16      | Sylvain Roux       | 22.0   |             |             |
| Forfait | Stanick Jeannette  |        |             |             |

### Dames
| Rang | Nom                   | Points | Prog. court | Prog. libre |
| ---- | --------------------- | ------ | ----------- | ----------- |
| 1    | Surya Bonaly          | 2.0    | 2           | 1           |
| 2    | Marie-Pierre Leray    | 2.5    | 1           | 2           |
| 3    | Laëtitia Hubert       | 5.0    | 4           | 3           |
| 4    | Malika Tahir          | 7.0    |             |             |
| 5    | Vanessa Gusmeroli     | 7.5    |             |             |
| 6    | Stéphanie Pierot      | 8.5    |             |             |
| 7    | Véronique Fleury      | 11.0   |             |             |
| 8    | Laëtitia Bajot        | 12.5   |             |             |
| 9    | Laëtitia Iafrate      | 12.5   |             |             |
| 10   | Florentine Houdinière | 14.5   |             |             |
| 11   | Véronique Quiby       | 15.5   |             |             |

### Couples
| Rang | Nom                               |
| ---- | --------------------------------- |
| 1    | Sarah Abitbol / Stéphane Bernadis |
| 2    | Line Haddad / Sylvain Privé       |
| 3    | Émilie Gras / Frédéric Lipka      |

### Danse sur glace
| Rang | Nom                                | Points |
| ---- | ---------------------------------- | ------ |
| 1    | Sophie Moniotte / Pascal Lavanchy  | 2.0    |
| 2    | Marina Anissina / Gwendal Peizerat | 4.0    |
| 3    | Barbara Piton / Alexandre Piton    | 6.2    |
| 4    | Bérangère Nau / Luc Moneger        | 7.8    |
| 5    | Agnès Jacquemard / Alexis Gayet    | 10.0   |
| 6    | Virginie Soustelle / David Molina  | 12.2   |
| 7    | Nathalie Gillet / Olivier Lores    | 13.8   |
| 8    | Isabelle Pecheur / Rémi Jacquemard | 16.0   |
| 9    | Babeth Cavaille / Christophe Petit | 18.6   |
| 10   | Anne Chaigneau / Olivier Chapuis   | 19.4   |
| 11   | Nadine Lesaout / Emmanuel Huet     | 22.0   |
| 12   | ? Leidelinger / ? Petament         | 26.0   |
| 13   | Angélique de Oliveira / Yann Coen  | 26.0   |
| 14   | Sonia Beretvas / Benoît Montelle   | 26.0   |

### Sources
- Le livre d'or du patinage d'Alain Billouin, édition Solar, 1999
- Patinage Magazine N°47 (Mai-Juin 1995)